# Opius barraudi
Opius barraudi är en stekelart som beskrevs av Fischer 1966. Opius barraudi ingår i släktet Opius och familjen bracksteklar. Inga underarter finns listade i Catalogue of Life.